# 2 Syberyjski Pułk Strzelców (Imperium Rosyjskie)
2 Syberyjski Pułk Strzelców (ros. 2-й Сибирский стрелковый полк) – pułk piechoty Armii Imperium Rosyjskiego.

## Historia pułku
2 stycznia 1823 roku został sformowany Krasnojarski batalion garnizonowy. 28 stycznia 1898 roku batalion został przeformowany w 2 Wschodniosyberyjski Pułk Strzelców.
W latach 1900–1901 pułk wziął udział w stłumieniu powstania bokserów w Chinach. 19 lutego 1903 roku kompanie: 4., 5. i 7. otrzymały, jako wyróżnienie trąbki sygnałowe z napisem „Za zdobycie Pekinu 1 sierpnia 1900 roku”.
W latach 1904–1905 pułk uczestniczył w wojnie rosyjsko-japońskiej i walczył między innymi w bitwie pod Liaoyang (między 24 sierpnia a 3 września 1904 roku), bitwie pod Sandepu (25–29 stycznia 1905 roku) oraz w bitwie pod Mukdenem (od 19 lutego do 10 marca 1905 roku). 6 grudnia 1906 pułk otrzymał w formie wyróżnienia Gieorgijewskij sztandar z napisem „Za męstwo pod Liaoyang w 1904 roku, pod Heygoutey i pod Mukdenem w 1905 roku”.
16 maja 1908 roku szefem pułku został generał adiutant graf Mikołaj Mikołajewicz Murawjow-Amúrskij. W 1910 roku 2 Wschodniosyberyjski Pułk Strzelców został przemianowany na 2 Syberyjski Pułk Strzelców. W latach 1910–1913 dowódcą oddziału był pułkownik Józef Szamota.
Święto pułkowe obchodzono 8 listopada.
W 1913 roku jednostka stacjonowała w Nikolsku Ussuryjskim (obecnie Ussuryjsk), a w następnym roku w miejscowości Razdolnoje na terenie Przyamurskiego Okręgu Wojskowego.
W 1914 roku pułk wchodził w skład I brygady 1 Syberyjskiej Dywizji Strzelców, która z kolei wchodziła w skład 1 Syberyjskiego Korpusu Armijnego.